# ليبيرتي فوت (صحيفة)
ليبيرتي فوت (بالفرنسية: Liberté FOOT)‏ وتعني الحرية -رياضة- أسبوعية جزائرية تصدر باللغة الفرنسية ملحقة مجانا بجريدة ليبيرتي. وهي متخصصة في الرياضة وبالتحديد كرة القدم مقرها 37 شارع العربي بن مهيدي الجزائر العاصمة.

## وصلات خارجية
- معلومات عن أسبوعية ليبيرتي فوت من موقع بوابة الصحافة الجزائرية.
- الموقع الرسمي لأسبوعية ليبيرتي فوت